# Eugen Ott (embajador)
Eugen Ott (8 de abril de 1889, Rottemburgo del Neckar, Württemberg , Imperio Alemán- 23 de enero de 1977, Tutzing, Baviera, Alemania Occidental) fue un militar y político alemán. 

## Vida pública
Participó en la I Guerra Mundial sirviendo con distinción en el Frente Oriental. Antes de la llegada de Adolf Hitler al poder en 1933, fue ayudante del general Kurt von Schleicher. Instructor militar en Japón (1933-1934) y agregado militar en la embajada del Reich Alemán en Tokio (1934-1938), fue nombrado embajador del Reich en Japón en 1938 en sustitución de Herbert von Dirksen, cargo que ocupó hasta su cese en 1942.
Se retiró entonces a vivír a Pekín, donde vivió como ciudadano de a pie hasta 1945, cuando regresó a Alemania. Fue miembro del NSDAP de 1938 a 1945. Conocido principalmente por su amistad con el espía soviético Richard Sorge.